# SM-liiga 2009/10
Die Saison 2009/10 war die 35. Spielzeit in der SM-liiga. Sie begann am 10. September 2009 und endete am 28. April 2010. Zum zehnten Mal in seiner Vereinsgeschichte wurde TPS Turku Finnischer Eishockey-Meister.

## Reguläre Saison

### Modus
Wie im Vorjahr bestritt jede der 14 Mannschaften 58 Spiele in der Hauptrunde. Jedes Spiel bestand aus dreimal 20 Minuten. Sollte es nach der regulären Zeit unentschieden gestanden haben, wurden fünf Minuten Verlängerung gespielt. Das erste Tor in der Verlängerung entschied das Spiel für die Mannschaft, die das Tor geschossen hatte. Im Fall, dass nach der Verlängerung immer noch kein Sieger gefunden war, wurde das Spiel durch Penalty-Schießen entschieden.
Ein Sieg in der regulären Spielzeit brachte einer Mannschaft drei Punkte. Ein Sieg und eine Niederlage nach Verlängerung wurde mit zwei bzw. einem Punkt vergütet. Für eine Niederlage in regulärer Spielzeit gab es keine Punkte.
Erstmals seit der Saison 1999/2000 gab es wieder Auf- und Abstieg. Der Letzte der SM-liiga spielte im Best-of-Seven-Modus gegen den Meister der Mestis.

### Abschlusstabelle
Quelle: liiga.fi;
Abkürzungen: Sp = Spiele, S = Siege, SnV = Siege nach Verlängerung, NnV = Niederlagen nach Verlängerung, N = Niederlagen, ET= Erzielte Tore, GT = Gegentore, TD = Tordifferenz P = Punkte

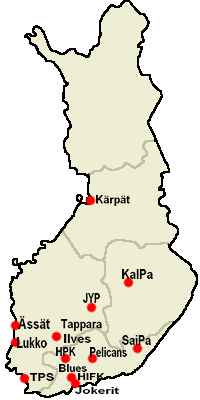
Lage der Clubs, der SM-liiga-Saison 2009/10

| #   |          | Sp | S  | SnV | NnV | N  | ET  | GT  | TD  | P   |
| --- | -------- | -- | -- | --- | --- | -- | --- | --- | --- | --- |
| 1.  | JYP      | 58 | 31 | 6   | 6   | 15 | 173 | 132 | +41 | 111 |
| 2.  | KalPa    | 58 | 31 | 5   | 6   | 16 | 164 | 135 | +29 | 109 |
| 3.  | Lukko    | 58 | 30 | 5   | 7   | 16 | 178 | 136 | +42 | 107 |
| 4.  | HIFK     | 58 | 30 | 6   | 2   | 20 | 185 | 152 | +33 | 104 |
| 5.  | HPK      | 58 | 26 | 3   | 7   | 22 | 153 | 154 | −1  | 91  |
| 6.  | TPS      | 58 | 25 | 6   | 2   | 25 | 169 | 169 | 0   | 89  |
| 7.  | Tappara  | 58 | 24 | 4   | 6   | 24 | 181 | 181 | 0   | 86  |
| 8.  | Blues    | 58 | 19 | 9   | 7   | 23 | 145 | 155 | −10 | 82  |
| 9.  | Kärpät   | 58 | 21 | 7   | 4   | 26 | 150 | 163 | −13 | 81  |
| 10. | Jokerit  | 58 | 22 | 4   | 4   | 28 | 144 | 157 | −13 | 78  |
| 11. | SaiPa    | 58 | 20 | 6   | 5   | 27 | 154 | 176 | −22 | 77  |
| 12. | Pelicans | 58 | 18 | 6   | 7   | 27 | 166 | 197 | −31 | 73  |
| 13. | Ässät    | 58 | 18 | 7   | 4   | 29 | 151 | 170 | −19 | 72  |
| 14. | Ilves    | 58 | 17 | 0   | 7   | 34 | 155 | 191 | −36 | 58  |

### Topscorer
Quelle: sm-liiga.fi
| Rang | Spieler            | Team     | Spiele | Tore | Assists | Punkte | +/- |
| ---- | ------------------ | -------- | ------ | ---- | ------- | ------ | --- |
| 1.   | Jori Lehterä       | Tappara  | 57     | 19   | 50      | 69     | 5   |
| 2.   | Juha-Pekka Hytönen | JYP      | 56     | 22   | 32      | 54     | 21  |
| 3.   | Pavel Rosa         | Kärpät   | 45     | 19   | 32      | 51     | 7   |
| 4.   | Justin Morrison    | Lukko    | 50     | 18   | 33      | 51     | 17  |
| 5.   | Jukka Hentunen     | Jokerit  | 58     | 28   | 22      | 50     | −1  |
| 6.   | Marko Kivenmäki    | Ässät    | 58     | 16   | 34      | 50     | −14 |
| 7.   | Jonas Enlund       | Tappara  | 58     | 28   | 21      | 49     | 5   |
| 8.   | Juhamatti Aaltonen | Pelicans | 58     | 28   | 21      | 49     | −3  |
| 9.   | Ilari Filppula     | TPS      | 58     | 12   | 37      | 49     | −3  |
| 10.  | Ville Vahalahti    | TPS      | 57     | 21   | 26      | 47     | 4   |

### Top-Torhüter
Diese Tabelle berücksichtigt Spieler, die mindestens 25 Spiele der Hauptrunde absolviert haben.
Abkürzungen: Sp = Spiele, S = Siege, N = Niederlagen, U = Unentschieden, Sv = gehaltene Schüsse, GT = Gegentore, SO = Shutout, GAA = Gegentorschnitt, Sv% = Fangquote
| Spieler          | Mannschaft | Sp | Min  | S  | U | N  | Sv   | GT  | SO | GAA  | Sv%   |
| ---------------- | ---------- | -- | ---- | -- | - | -- | ---- | --- | -- | ---- | ----- |
| Pekka Tuokkola   | JYP        | 32 | 1849 | 16 | 6 | 9  | 768  | 64  | 2  | 2,08 | 92,31 |
| Ari Ahonen       | KalPa      | 43 | 2479 | 22 | 5 | 13 | 876  | 94  | 6  | 2,28 | 90,31 |
| Mikael Tellqvist | Lukko      | 26 | 1588 | 11 | 5 | 10 | 703  | 62  | 0  | 2,34 | 91,90 |
| Mika Noronen     | HIFK       | 25 | 1487 | 17 | 0 | 8  | 650  | 58  | 2  | 2,34 | 91,81 |
| Petri Koivisto   | Kärpät     | 27 | 1527 | 12 | 3 | 10 | 633  | 61  | 3  | 2,40 | 91,21 |
| Iiro Tarkki      | Blues      | 54 | 3228 | 22 | 9 | 22 | 1476 | 131 | 2  | 2,44 | 91,85 |
| Jussi Rynnäs     | Ässät      | 31 | 1717 | 14 | 1 | 13 | 906  | 71  | 3  | 2,48 | 92,73 |
| Teemu Lassila    | HPK        | 56 | 3360 | 27 | 4 | 25 | 1563 | 139 | 5  | 2,48 | 91,83 |
| Atte Engren      | TPS        | 35 | 1778 | 15 | 1 | 13 | 908  | 78  | 2  | 2,63 | 92,09 |
| Juuso Riksman    | Jokerit    | 51 | 2845 | 19 | 3 | 25 | 1238 | 129 | 6  | 2,72 | 90,56 |
| Harri Säteri     | Tappara    | 49 | 2836 | 21 | 4 | 22 | 1393 | 129 | 2  | 2,73 | 91,52 |
| Jere Myllyniemi  | SaiPa      | 45 | 2437 | 19 | 5 | 17 | 1103 | 112 | 0  | 2,76 | 90,78 |
| Tuomas Tarkki    | Kärpät     | 34 | 1967 | 12 | 4 | 17 | 851  | 92  | 1  | 2,81 | 90,24 |
| David Leggio     | TPS        | 30 | 1598 | 12 | 3 | 13 | 707  | 78  | 1  | 2,93 | 90,06 |

## Play-offs
Quelle: sm-liiga.fi

### Modus
Die Plätze 1–6 waren automatisch für die Play-offs qualifiziert. Die Plätze 7–10 mussten sich in einer zusätzlichen Best-of-3-Runde durchsetzen, wobei Platz 7 gegen Platz 10 und Platz 8 gegen Platz 9 antrat. Für das Halbfinale bzw. Finale qualifizierten sich die Mannschaften, die im Viertelfinale bzw. Halbfinale gegen ihren Gegner von sieben Spielen die meisten gewonnen hatten. Im Finale wurden ebenfalls sieben Spiele gespielt. Wer die meisten Spiele gewann, war Sieger der Saison. Die Verlierer des Halbfinals spielten im kleinen Finale in lediglich einem Spiel um den dritten Platz. Die jeweiligen Gegner wurden so zusammengestellt, dass die bestplatzierte Mannschaft gegen die schlechteste spielt, die zweitbeste, gegen die zweitschlechteste, und so weiter. Ein Spiel dauerte, so wie in der Hauptsaison, 3 mal 20 Minuten. Nach der regulären Zeit wurden Verlängerungen von jeweils 20 Minuten Länge gespielt, bis ein Sieger durch ein entscheidendes Tor gefunden wurde.

### Play-off-Qualifikation
| Tappara – Jokerit                  | Tappara – Jokerit | Tappara – Jokerit | Tappara – Jokerit |
| ---------------------------------- | ----------------- | ----------------- | ----------------- |
| 23. März                           | Tappara           | Jokerit           | 5-3               |
| 25. März                           | Jokerit           | Tappara           | 5-4               |
| 26. März                           | Tappara           | Jokerit           | 4-2               |
| Tappara qualifiziert sich mit 2:1. |                   |                   |                   |

| Blues – Kärpät                    | Blues – Kärpät | Blues – Kärpät | Blues – Kärpät |
| --------------------------------- | -------------- | -------------- | -------------- |
| 23. März                          | Blues          | Kärpät         | 2-3            |
| 25. März                          | Kärpät         | Blues          | 2-3 n. V.      |
| 26. März                          | Blues          | Kärpät         | 1-2            |
| Kärpät qualifiziert sich mit 2:1. |                |                |                |

### Turnierbaum
|  | Viertelfinale      | Viertelfinale      |                   |                    | Halbfinale         | Halbfinale |  |  | Finale    | Finale    |
|  |                    |                    |                   |                    |                    |            |  |  |           |           |
|  | 29.03. – 08.4.2010 |                    |                   |                    |                    |            |  |  |           |           |
|  | KalPa              | 4                  |                   |                    |                    |            |  |  |           |           |
|  | KalPa              | 4                  | 10.4. – 19.4.2010 |                    |                    |            |  |  |           |           |
|  | Tappara            | 2                  |                   |                    |                    |            |  |  |           |           |
|  | Tappara            | 2                  | KalPa             | 2                  |                    |            |  |  |           |           |
|  |                    |                    | KalPa             | 2                  |                    |            |  |  |           |           |
|  |                    | HPK                | 4                 |                    |                    |            |  |  |           |           |
|  | HIFK               | HPK                | 4                 | 2                  |                    |            |  |  |           |           |
|  | HIFK               |                    |                   | 2                  |                    |            |  |  |           |           |
|  | HPK                | 4                  |                   | 22.04. – 28.4.2010 | 22.04. – 28.4.2010 |            |  |  |           |           |
|  | 29.03. – 07.4.2010 | 29.03. – 07.4.2010 | HPK               | 1                  |                    |            |  |  |           |           |
|  | 29.03. – 03.4.2010 | 29.03. – 03.4.2010 |                   | TPS                | 4                  |            |  |  |           |           |
|  | JYP                | 4                  |                   |                    |                    |            |  |  |           |           |
|  | Kärpät             | 3                  |                   |                    |                    |            |  |  |           |           |
|  | Kärpät             | 3                  | JYP               | 2                  |                    |            |  |  |           |           |
|  |                    |                    | JYP               | 2                  | Spiel um Platz 3   |            |  |  |           |           |
|  |                    | TPS                | 4                 |                    |                    |            |  |  |           |           |
|  | Lukko              | TPS                | 4                 | 0                  | JYP                | 1          |  |  |           |           |
|  | Lukko              | 10.4. – 19.4.2010  |                   | 0                  | JYP                | 1          |  |  |           |           |
|  | TPS                | 4                  |                   | KalPa              | 0                  |            |  |  |           |           |
|  | TPS                | 4                  |                   |                    | 0                  |            |  |  |           |           |
|  | 29.03. – 07.4.2010 | 29.03. – 07.4.2010 |                   |                    |                    |            |  |  | 23.4.2010 | 23.4.2010 |

### Viertelfinale
| JYP – Kärpät                   | JYP – Kärpät | JYP – Kärpät | JYP – Kärpät |
| ------------------------------ | ------------ | ------------ | ------------ |
| 29. März                       | JYP          | Kärpät       | 2-1          |
| 31. März                       | Kärpät       | JYP          | 3-0          |
| 2. April                       | JYP          | Kärpät       | 2-0          |
| 3. April                       | Kärpät       | JYP          | 1-2 n. V.    |
| 5. April                       | JYP          | Kärpät       | 3-4 n. V.    |
| 7. April                       | Kärpät       | JYP          | 3-2 n. V.    |
| 8. April                       | JYP          | Kärpät       | 2-0          |
| JYP gewinnt die Runde mit 4:3. |              |              |              |

| KalPa – Tappara                  | KalPa – Tappara | KalPa – Tappara | KalPa – Tappara |
| -------------------------------- | --------------- | --------------- | --------------- |
| 29. März                         | KalPa           | Tappara         | 4-1             |
| 31. März                         | Tappara         | KalPa           | 4-2             |
| 2. April                         | KalPa           | Tappara         | 3-2 n. V.       |
| 3. April                         | Tappara         | KalPa           | 3-2             |
| 5. April                         | KalPa           | Tappara         | 4-3 n. V.       |
| 7. April                         | Tappara         | KalPa           | 1-2 n. V.       |
| KalPa gewinnt die Runde mit 4:2. |                 |                 |                 |

| Lukko – TPS                    | Lukko – TPS | Lukko – TPS | Lukko – TPS |
| ------------------------------ | ----------- | ----------- | ----------- |
| 29. März                       | Lukko       | TPS         | 2-4         |
| 31. März                       | TPS         | Lukko       | 5-0         |
| 2. April                       | Lukko       | TPS         | 0-1         |
| 3. April                       | TPS         | Lukko       | 4-2         |
| TPS gewinnt die Runde mit 4:0. |             |             |             |

| HIFK – HPK                     | HIFK – HPK | HIFK – HPK | HIFK – HPK |
| ------------------------------ | ---------- | ---------- | ---------- |
| 29. März                       | HIFK       | HPK        | 3-4 n. V.  |
| 31. März                       | HPK        | HIFK       | 1-3        |
| 2. April                       | HIFK       | HPK        | 7-0        |
| 3. April                       | HPK        | HIFK       | 4-3 n. V.  |
| 5. April                       | HIFK       | HPK        | 2-3        |
| 7. April                       | HPK        | HIFK       | 3-1        |
| HPK gewinnt die Runde mit 4:2. |            |            |            |

### Halbfinale
| JYP – TPS                      | JYP – TPS | JYP – TPS | JYP – TPS |
| ------------------------------ | --------- | --------- | --------- |
| 10. April                      | JYP       | TPS       | 4-2       |
| 12. April                      | TPS       | JYP       | 2-1       |
| 14. April                      | JYP       | TPS       | 4-0       |
| 15. April                      | TPS       | JYP       | 4-3 n. V. |
| 17. April                      | JYP       | TPS       | 1-2       |
| 19. April                      | TPS       | JYP       | 6-1       |
| TPS gewinnt die Runde mit 4:2. |           |           |           |

| KalPa – HPK                    | KalPa – HPK | KalPa – HPK | KalPa – HPK |
| ------------------------------ | ----------- | ----------- | ----------- |
| 10. März                       | KalPa       | HPK         | 2-3         |
| 12. März                       | HPK         | KalPa       | 0-4         |
| 14. März                       | KalPa       | HPK         | 4-1         |
| 15. April                      | HPK         | KalPa       | 3-2 n. V.   |
| 17. April                      | KalPa       | HPK         | 2-3 n. V.   |
| 19. April                      | HPK         | KalPa       | 4-3         |
| HPK gewinnt die Runde mit 4:2. |             |             |             |

### Dritter Platz
| JYP – KalPa         | JYP – KalPa | JYP – KalPa | JYP – KalPa |
| ------------------- | ----------- | ----------- | ----------- |
| 23. April           | JYP         | KalPa       | 4-0         |
| JYP gewinnt Bronze. |             |             |             |

### Finale
| HPK – TPS                                                 | HPK – TPS | HPK – TPS | HPK – TPS |
| --------------------------------------------------------- | --------- | --------- | --------- |
| 22. April                                                 | HPK       | TPS       | 2-4       |
| 24. April                                                 | TPS       | HPK       | 3-1       |
| 25. April                                                 | HPK       | TPS       | 1-2 n. V. |
| 27. April                                                 | TPS       | HPK       | 1-2       |
| 28. April                                                 | HPK       | TPS       | 2-6       |
| TPS gewinnt die Meisterschaft mit 4:1. HPK erhält Silber. |           |           |           |

### Finnischer Meister
| Finnischer Meister TPS Turku | Torhüter: Atte Engren, David Leggio Verteidiger: Mikael Aaltonen, Aki-Petteri Berg, Antti Halonen, Joonas Järvinen, Markus Nordlund, Jens Skålberg, Lee Sweatt, Veli-Matti Vittasmäki Angreifer: Michal Birner, Antti Erkinjuntti, Ilari Filppula, Aatu Hämäläinen, Jarkko Hattunen, Toni Jalo, Lassi Kokkala, Max Kolu, Mikko Laine, Marko Mäkinen, Tomáš Plíhal, Antti Reivonen, Tuomas Suominen, Aki Uusikartano, Ville Vahalahti, Sami Venäläinen, Marko Virtala Cheftrainer: Kai Suikkanen |

## Relegationsspiele
Erstmals seit der Saison 1999/2000 gab es wieder Auf- und Abstieg zwischen 1. und 2. finnischer Eishockeyliga. Der 14. der SM-lliga spielte in einer Best-of-7-Serie gegen den Meister der Mestis.
| Ilves – Jokipojat                                          | Ilves – Jokipojat | Ilves – Jokipojat | Ilves – Jokipojat |
| ---------------------------------------------------------- | ----------------- | ----------------- | ----------------- |
| 30. März                                                   | Ilves             | Jokipojat         | 3-1               |
| 1. April                                                   | Jokipojat         | Ilves             | 4-5               |
| 2. April                                                   | Ilves             | Jokipojat         | 4-1               |
| 6. April                                                   | Jokipojat         | Ilves             | 2-1               |
| 8. April                                                   | Ilves             | Jokipojat         | 4-2               |
| Ilves gewinnt mit 4:1 und verbleibt damit in der SM-liiga. |                   |                   |                   |

## Auszeichnungen
| Auszeichnung                    | Gewinner        | Team    |
| ------------------------------- | --------------- | ------- |
| Aarne-Honkavaara-Trophäe        | Jukka Hentunen  | Jokerit |
| Aaro-Kivilinna-Gedenk-Trophäe   | HIFK Helsinki   |         |
| Harry Lindbladin muistopalkinto | JYP             |         |
| Jari-Kurri-Trophäe              | Ilari Filppula  | TPS     |
| Jarmo Wasaman muistopalkinto    | Mikael Granlund | HIFK    |
| Juha-Rantasila-Trophäe          | Ilves           |         |
| Kalevi-Numminen-Trophäe         | Kai Suikkanen   | TPS     |
| Kanada-malja                    | TPS             |         |
| Lasse-Oksanen-Trophäe           | Jori Lehterä    | Tappara |
| Matti-Keinonen-Trophäe          | Harri Tikkanen  | Lukko   |
| Pekka-Rautakallio-Trophäe       | Lee Sweatt      | TPS     |
| Pentti-Isotalo-Trophäe          | Jussi Terho     | –       |
| Raimo-Kilpiö-Trophäe            | Mikael Granlund | HIFK    |
| Unto-Wiitala-Trophäe            | Jari Levonen    | –       |
| Urpo-Ylönen-Trophäe             | Atte Engren     | TPS     |
| Veli-Pekka-Ketola-Trophäe       | Jori Lehterä    | Tappara |